# Временске зоне у Аустралији
Временска зона у Аустралији је је подељена у три пранципалне временске зоне: Аустралијско источно стандардно време (AEST; UTC+10:00), западно стандардно аустралијско време (AWST; UTC+08:00) и централно аустралијско стандардно време (ACST; UTC+09:30). Време је регулисано од стране  владе појединих држава, које одлучују да ли ће пратити мењање летег и зимско рачунање времена.

## Историја
Стандардно време у Аустралији је уведено 1960. године када су га све аустралијске колоније изгласале. Пре преласка на стандардне временске зоне, сваки локални град или место био је слободан да одреди своје локално време, звано локално средње време. Данас западна Аустралија користи западно стандардно аустралијско време, Јужна Аустралија и Северна Територија користе централно аустралијско стандардно време док Нови Јужни Велс, Квинсленд, Тасманија, Викторија и Аустралијска престоничка територија користе Аустралијско источно стандардно време.